# Oceanovih sedam
Oceanovih sedam (eng. Oceans Seven) je izazov u daljinskom plivanju koji se sastoji od preplivavanja sedam prijelaza na otvorenom moru ili sedam plivačkih maratona. Zamišljen je 2008. godine kao pandan planinarskom izazovu Sedam vrhova. 
Uključuje Sjeverni kanal između Irske i Velike Britanije, La Manche između Velike Britanije i Francuske, Gibraltarska vrata između Španjolske i  Afrike, Cookov prolaz između Južnog otoka i Sjevernog otoka na Novom Zelandu, prolaz Tsugaru u Japanu, prolaz Molokaʻi na Havajima i prolaz Catalina u Kaliforniji.

## Sedam prolaza
- Sjeverni kanal između Irske i Velike Britanije
- La Manche između Velike Britanije i Francuske
- Gibraltarska vrata između Španjolske i  Afrike
- Cookov prolaz između Južnog otoka i Sjevernog otoka na Novom Zelandu
- Prolaz Tsugaru u Japanu
- Prolaz Molokaʻi na Havajima
- Prolaz Catalina u Kaliforniji

## Popis uspješno završenih
| Plivač                   | Država                 | Bilješka                        |
| ------------------------ | ---------------------- | ------------------------------- |
| Stephen Redmond          | Irska                  | Prvi koji je završio svih sedam |
| Anna-Carin Nordin        | Švedska                |                                 |
| Michelle Macy            | SAD                    |                                 |
| Darren Miller            | SAD                    |                                 |
| Adam Walker              | Ujedinjeno Kraljevstvo | [ 2 ]                           |
| Kimberley Chambers       | Novi Zeland            |                                 |
| Antonio Argüelles        | Meksiko                | [ 3 ]                           |
| Ion Lazarenco-Tiron      | Moldavija              |                                 |
| Rohan Dattatrey More     | Indija                 | Prvi iz Azije                   |
| Abhejali Bernardová      | Češka                  | Prvi iz Neobalne države         |
| Cameron Bellamy          | JAR                    | Prvi Južni Afrikanac            |
| Lynton Mortensen         | Australija             | Prvi Australac                  |
| Thomas “Fleppy” Pembroke | Australija             | Najmlađi (29 godina)            |
| Nora Toledano Cadena     | Meksiko                |                                 |
| Mariel Hawley Dávila     | Meksiko                |                                 |
| André Wiersig            | Njemačka               |                                 |
| Dina Levačić             | Hrvatska               | najmlađa žena (27 godina)       |

## Hrvati u Oceanovih sedam
Splitska plivačica Dina Levačić je do kolovoza 2019. godine preplivala četiri od sedam plivačkih maratona: prolaz Catalina u Kaliforniji, La Manche u Europi, Molokaʻi na Havajima i Tsugaru u Japanu, a 14. ožujka 2023. preplivala je i poslijednji 7. maraton - Cookov prolaz, te postala najmađa žena koja je preplivala Oceanovih sedam. 

## Unutarnje poveznice
- Sedam vrhova, pandan u planinarstvu
- Dina Levačić

## Vanjske poveznice
- Oceans Seven